# Plant Simulation
Plant Simulation es una aplicación de computadora desarrollada por Siemens PLM Software para modelar, simular, analizar, visualizar y optimizar sistemas productivos y de procesos, el flujo de materiales y operaciones logísticas. Utilizando Plant Simulation, los usuarios pueden optimizar el flujo de materiales, utilización de recursos y logística para todos los niveles de planeación de plantas desde manufactureras globales, fábricas locales, a líneas específicas. Dentro del portafolio de Diseño y Optimización de Plantas al que pertenece Plant Simulation es junto con los productos de Fábrica y Manufactura Digital parte del Software de Product Lifecycle Management (PLM). Esta aplicación permite comparar alternativas complejas de producción, incluyendo la inmanente lógica del proceso, a través de simulaciones de computadora. Plant Simulation es utilizado por planeadores de producción individuales así como empresas multinacionales, primariamente para planear estratégicamente layout, lógicas de control y dimensiones de complejas y grandes inversiones de producción. Es uno de los principales productos que dominan ese mercado. 

## Descripción del producto
Plant Simulation es un software de simulación (Sistema de Eventos Discretos; software SED) de flujo de material. Utilizando la simulación, los procesos complejos y dinámicos son evaluados para llegar a decisiones empresariales aseguradas matemáticamente. El modelo de computadora permite al usuario ejecutar experimentos y evaluar escenarios ¿Qué pasaría si? Sin tener que experimentar con el ambiente real de producción, o aplicado dentro de la etapa de planeación, mucho antes de que el sistema real exista. En general el análisis del flujo de materiales es utilizado cuando los procesos discretos de producción están trabajando. Estos procesos están caracterizados por flujos de material inestables, lo que significa que la parte este o no ahí, el cambio se haga o no, la máquina trabaja sin errores o reporta una falla. Estos procesos se resisten a descripciones matemáticas sencillas y derivadas debido a numerosas dependencias. Antes de que las poderosas computadoras estuvieran disponibles, la mayoría de los problemas de flujo de material han sido resueltos por medio de métodos de teoría de filas e investigación de operaciones. En la mayoría de los casos las soluciones resultantes de estos cálculos eran difíciles de entender y eran marcadas por varias condiciones y restricciones que eran difíciles de cumplir en la realidad. 

### Lenguajes
Plant Simulation está disponible en inglés, alemán, Japonés, y chino. El usuario puede crear cuadros de diálogo ofreciendo parametrización individual. El usuario puede alternar entre los lenguajes disponibles.

### Características especiales
- Programación orientada a objetos con
  - Herencia: Los usuarios crean librerías con sus propios objetos, que pueden ser reutilizados. A diferencia de solo copiar, cualquier cambio a un objeto clase de la librería es propagado a todos los objetos derivados (hijos).
  - Polimorfismo: Las clases pueden ser derivadas y los métodos derivados pueden ser redefinidos. Esto permite a usuarios construir modelos complejos rápidamente, fácilmente y con estructura clara.
  - Jerarquía: Estructuras complejas pueden ser creadas claramente en varias capas. Esto permite un enfoque en el diseño de arriba-abajo y abajo-arriba.
- Apertura a importar datos de otros sistemas, como bases de datos Access u Oracle, hojas de cálculo Excel o de SAP.
- Integración: Plant Simulation es parte de la Fábrica Digital y soporta
  - Importar datos de sistemas PLM o ser utilizado durante
  - Validación virtual
  - Utilizar datos de layout provenientes de Autocad, Microstation, Factory CAD, etc. directamente a la simulación.
- Proporciona herramientas de análisis comprensivo para la detección de cuellos de botella (Analizador de Cuello de Botella), para rastrear el flujo de materiales (Diagrama de Sankey) o para detectar recursos sobredimensionados (Asistente de Gráficos).
- Provee herramientas integradas de optimización:
- El Administrador de experimentos automáticamente crea escenarios o evalúa dependencias entre dos parámetros de entrada. 
  - Los Algoritmos Genéticos buscan largos espacios de soluciones.
  - Redes Neurales permiten ver la relación entre parámetros de entrada y de salida y pueden ser utilizados para predicción.
- Análisis de datos: Detección de dependencias, análisis de regresión, etc.

## Alcance de la aplicación

### Cálculo de las características de la empresa
Objetivo:
- Detectar y mostrar problemas que podrían de otra manera causar costos y tiempo intensivo en medidas de corrección durante la fase de arranque.
- Ofrecer indicadores de desempeño clave (IDC) matemáticamente calculados en vez de “tanteo” de los expertos.
- Reducir costos de inversión para líneas de producción sin peligrar las cantidades de producción requeridas.
- Optimizar el desempeño de líneas de producción existentes.
- Incorporar fallas en máquinas, disponibilidades (MTTR, MTBF) al calcular tasas de producción y utilización.

### Visualización
Plant Simulation puede mostrar secuencias de producción en 2D y 3D. La visualización 3D es especialmente útil como herramienta de ventas y para la comunicación interna de planes de corrección. Adicionalmente esta permite presentar el sistema entero conceptualmente dentro un ambiente virtual e interactivo a personal no experto en simulación. El motor 3D se basa en el formato estándar JT. Aplicaciones CAD como NX, Solid Edge pueden exportar modelos en este formato. Los archivos de datos 3D pueden ser importados en el formato JT utilizando arrastrar y soltar.     

## Utilizado en
Plant Simulation es utilizado en la mayoría de las industrias. Especialmente en
- Industria automotriz
- Proveedores automotrices
- Aeroespacial
- Plantas manufactureras
- Ingeniería mecánica
- Industria de procesos
- Industria de electrónicos
- Industria de productos de consumo
- Aeropuertos
- Compañías logísticas (logísticas de transportación, logísticas de transporte y logísticas de producción)
- Proveedores de almacenes altos, proveedores de vehículos guiados automáticamente y sistemas de monorriel eléctricos.
- Casas de consultoría y proveedores de servicios.
- Astilleros Simulation Cooperation in the Maritime Industries Archivado el 2 de febrero de 2011 en Wayback Machine.; SinCoMar es un grupo de interés de astilleros y proveedores, universidades e instituciones involucradas en la simulación de construcción de barcos.
- Puertos, especialmente en terminales de contenedores.

Últimamente la simulación de flujo de materiales gana importancia creciente a través del uso incremental para considerar la sustentabilidad de los procesos de producción industriales. Aquí las características de manufactura sostenible que son simuladas y analizadas de antemano y luego integradas en el proceso en decisiones de inversión. 
Plant Simulation también es utilizado con propósitos de investigación y desarrollo a un gran número de universidades y universidades de ciencia aplicada. 

## Historia de la aplicación
| Año  | Compañía | Nombre de producto                                           |
| ---- | --- | ------------------------------------------------------------ |
| 1986 | La Fraunhofer Society for Factory Operation and Automation desarrolla un programa de simulación orientado a objetos y jerárquico para Apple Macintosh | SIMPLE Mac para Apple Macintosh                              |
| 1990 | AIS (Angewande Informations Systeme) es fundado | SIMPLE++ (Simulation in Produktion Logistik und Engineering) |
| 1991 | AIS es renombrado a AESOP (Angewande EDV-Systeme zur optimierten Planung)                                                                             | SIMPLE++ (Simulation in Produktion Logistik und Engineering) |
| 1997 | AESOP adquirido por Tecnomatix Ltd. | 2000 SIMPLE++ renombrado a eM-Plant                          |
| 2004 | Tecnomatix Ltd. adquirido por UGS Corporation | 2005 eM-Plant renombrado a Tecnomatix Plant Simulation       |
| 2007 | UGS Corporation adquirido por Siemens AG | Tecnomatix Plant Simulation                                  |